# Executive Order 9981
L'Executive order 9981 ou décret présidentiel 9981 est signé par le Président Harry S. Truman le 26 juillet 1948. Ce décret abolit les discriminations fondées sur la race, la couleur, la religion ou l'origine nationale dans les Forces armées des États-Unis. Ce décret historique inaugure le processus de la fin de la ségrégation dans les services publics fédéraux des États-Unis.

## Présentation

### Le texte
"Établissement du Comité du Président sur l'égalité de traitement et de perspectives d'égalité des chances dans les services armés
Considérant qu'il est essentiel de maintenir dans les forces armées des États-Unis les normes les plus élevées en matière de démocratie, d'égalité de traitement et de chances pour tous ceux qui servent à la défense de notre pays:
Donc, en vertu des pouvoirs qui m'ont été conférés par la Constitution et les lois des États-Unis en tant que Président des États-Unis, et en tant que commandant en chef des forces armées, il est ordonné ce qui suit :
1. Le Président a pour politique d'assurer l'égalité de traitement et l'égalité des chances pour tous les membres des forces armées, sans distinction de race, de couleur, de religion ou d'origine nationale. Cette politique doit être appliquée le plus rapidement possible, en tenant compte du temps nécessaire pour effectuer les changements nécessaires sans nuire à l'efficacité ou au moral.
2. Il est créé au sein du National Military Establishment (Centre de commandement inter-armes) major un comité consultatif appelé Comité des présidents pour l'égalité de traitement et l'égalité des chances dans les forces armées, composé de sept membres nommés par le président.
3. Le Comité est autorisé, au nom du président, à examiner les règles, procédures et pratiques des services armés afin de déterminer en quels points de telles règles, procédures et pratiques peuvent être modifiées ou améliorées en vue de l'exécution de la politique. de cet ordre. Le Comité s'entretient avec le Secrétaire d'état à la Défense, le Secrétaire de l'Armée de terre, le Secrétaire de la Marine et le Secrétaire de l'Armée de l'Air. Il fait des recommandations au président et aux secrétaires conformément au jugement du président. Le comité appliquera la politique en la matière.
4. Tous les départements et organismes du gouvernement fédéral sont autorisés à collaborer avec le Comité dans le cadre de ses travaux et à lui fournir les informations ou les services de personnes comme il pourrait en avoir besoin dans l'exercice de ses fonctions.
5. À la demande du Comité, les membres des forces armées ou de l'un des services exécutifs du gouvernement fédéral témoignent devant le Comité et mettent à la disposition du Comité les documents et autres informations suivants: le comité peut exiger.
6. Le comité continue d'exister jusqu'à ce que le président y mette fin par son décret.

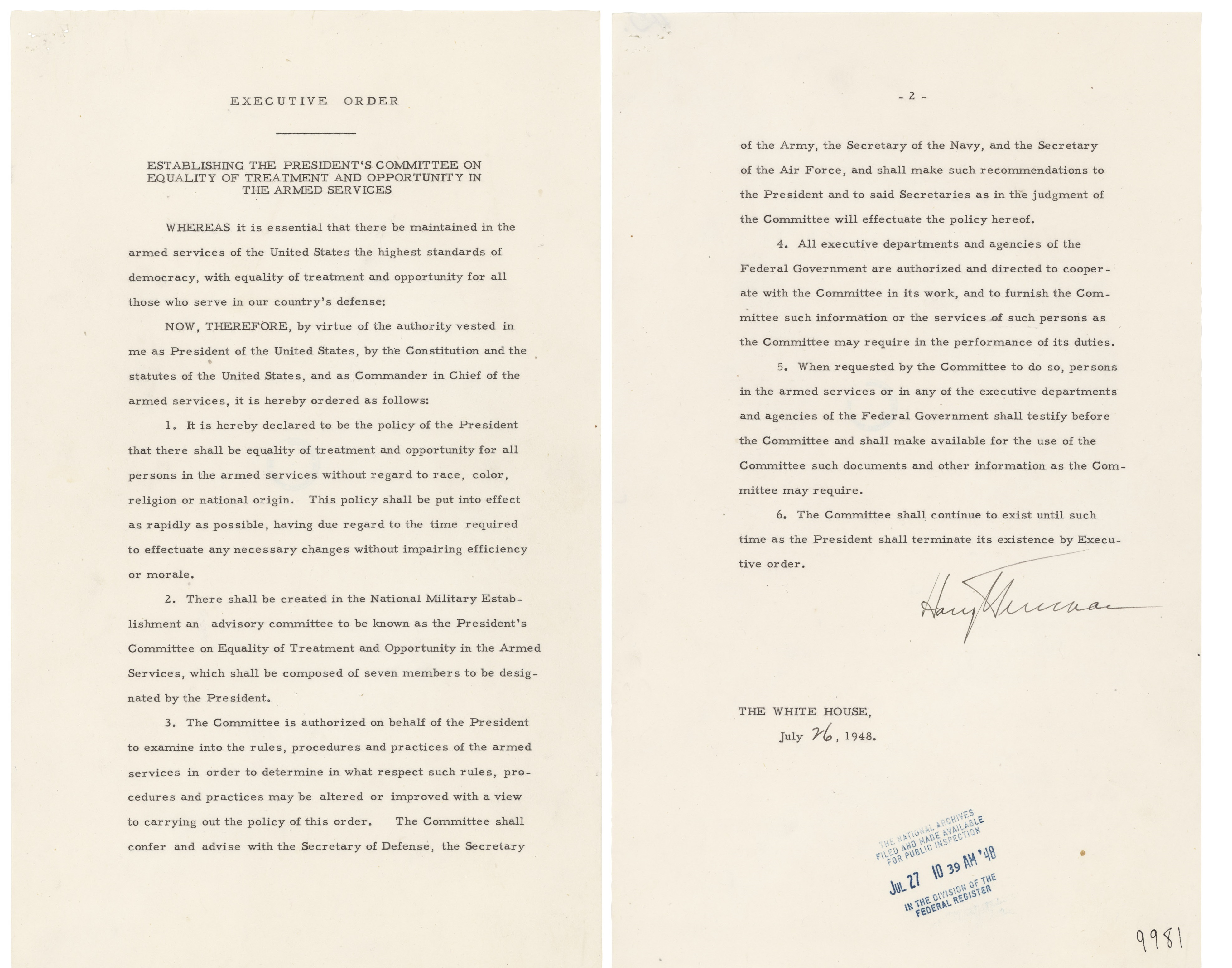
Texte de l'executive order 9981

HARRY S. TRUMAN
LA MAISON BLANCHE,
26 juillet 1948."

### Le contexte démographique
En 1940, la population américaine est de 131 millions d'habitants dont, 12.6 millions d'Afro-Américains, soit à peu près 10% de la population totale.

### Le contexte intérieur
Si dès la Guerre d'indépendance des noirs affranchis se sont battus au sein des premières armées américaines, puis lors de la Guerre de Sécession et la Première guerre mondiale, il demeure que la ségrégation se maintenait, il faut attendre la Seconde guerre mondiale pour que la situation se débloque. Le 25 juin 1941, le Président Franklin D. Roosevelt signe l'Executive Order 8802 visant l’élimination de la ségrégation au sein de l'industrie militaire américaine,.

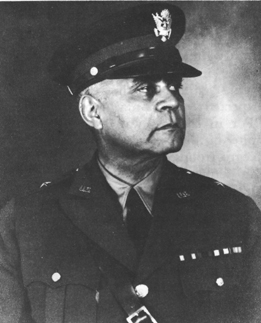
Benjamin O. Davis.

Peu avant, en janvier 1941, le Président Franklin D. Roosevelt crée le 99e escadron de chasse de l'armée de l'air américaine, escadron expérimental composé d'Afro-Américains ; leur formation de pilote de chasse se réalise au Tuskegee Institute et à l’aérodrome de Tuskegee dans l'Alabama. Le chef de l'escadron est le capitaine Benjamin O. Davis Jr. qui deviendra le premier général afro-américain de l'armée de l'air.
Des militants pour l'avancée des droits civiques, comme ceux de la NAACP, vont profiter de ces premières ouvertures pour demander une extension dans les différentes armées.
Cette demande reposait sur le fait que sur les 2 500 000 Afro-Américains de sexe masculin, recensés, en état d'être mobilisés, plus de 1 000 000 se battent au sein des armées américaines, représentant 11% des effectifs.
A. Philip Randolph leader syndicaliste afro-américain fait pression sur le Président Franklin D. Roosevelt pour que s'organise une commission d'enquête.
En 1942, à la suite d'une lettre d'un militaire afro-américain parue dans le Pittsburgh Courier, une campagne s'organise sous le nom de Double V campaign (en), un V pour la victoire militaire sur les armées nazies et nippones et un autre V pour la victoire sur l'esclavage et la tyrannie,.

### Le contexte international
La révélation des exterminations nazies, comme l'Holocauste, par les troupes alliées montre jusqu’où peuvent aboutir les politiques racistes. Profondément ébranlés, bien des Américains blancs sont alors disposés à revoir leur attitudes ségrégative.
La montée de la Guerre froide et la mise en place d'une alliance avec les démocraties européennes contraignent également les États-Unis à se débarrasser du racisme qui apparait comme contradictoire avec les principes d'égalité et de liberté.

### Les préparatifs

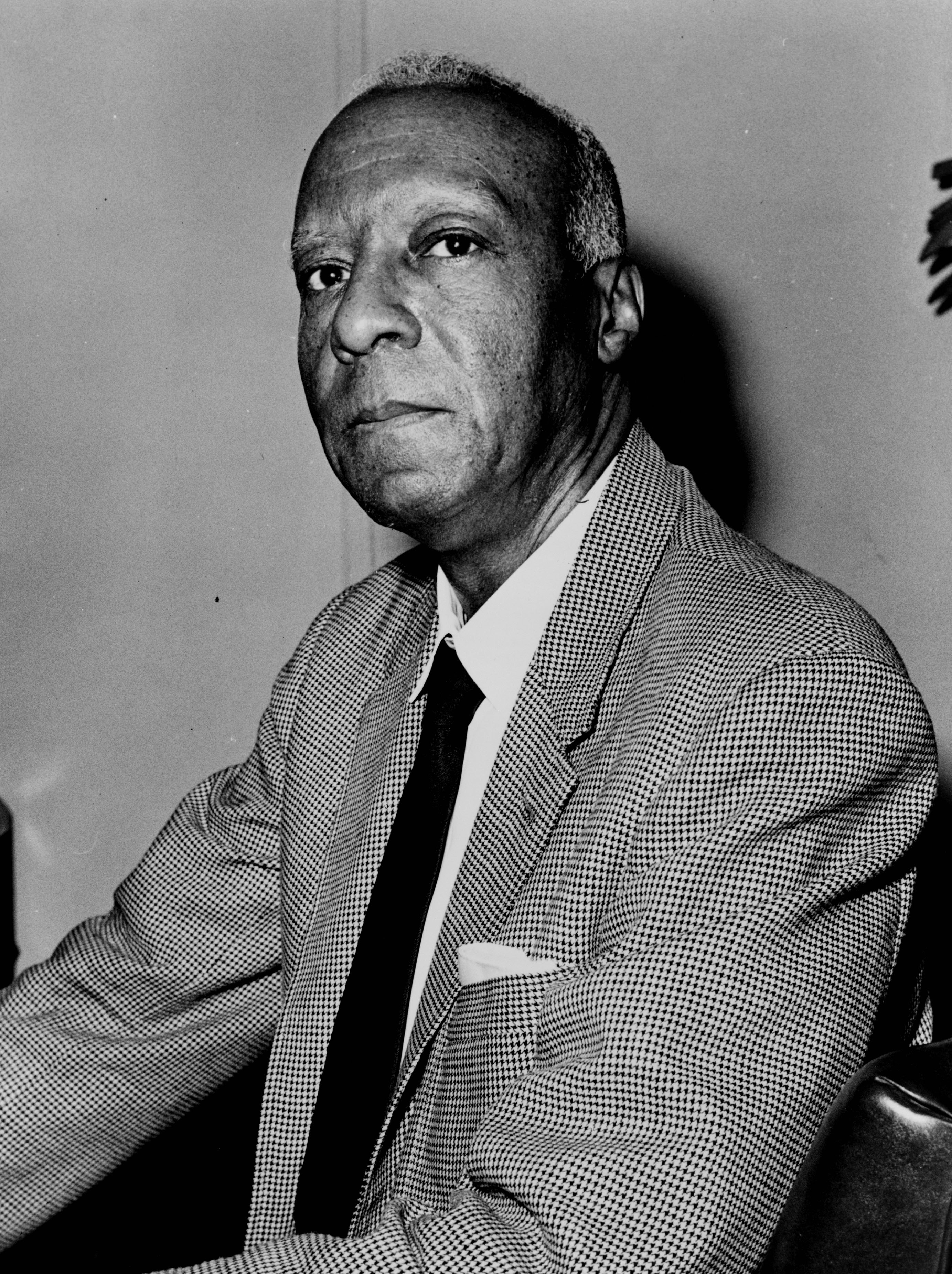
Asa Philip Randolph.

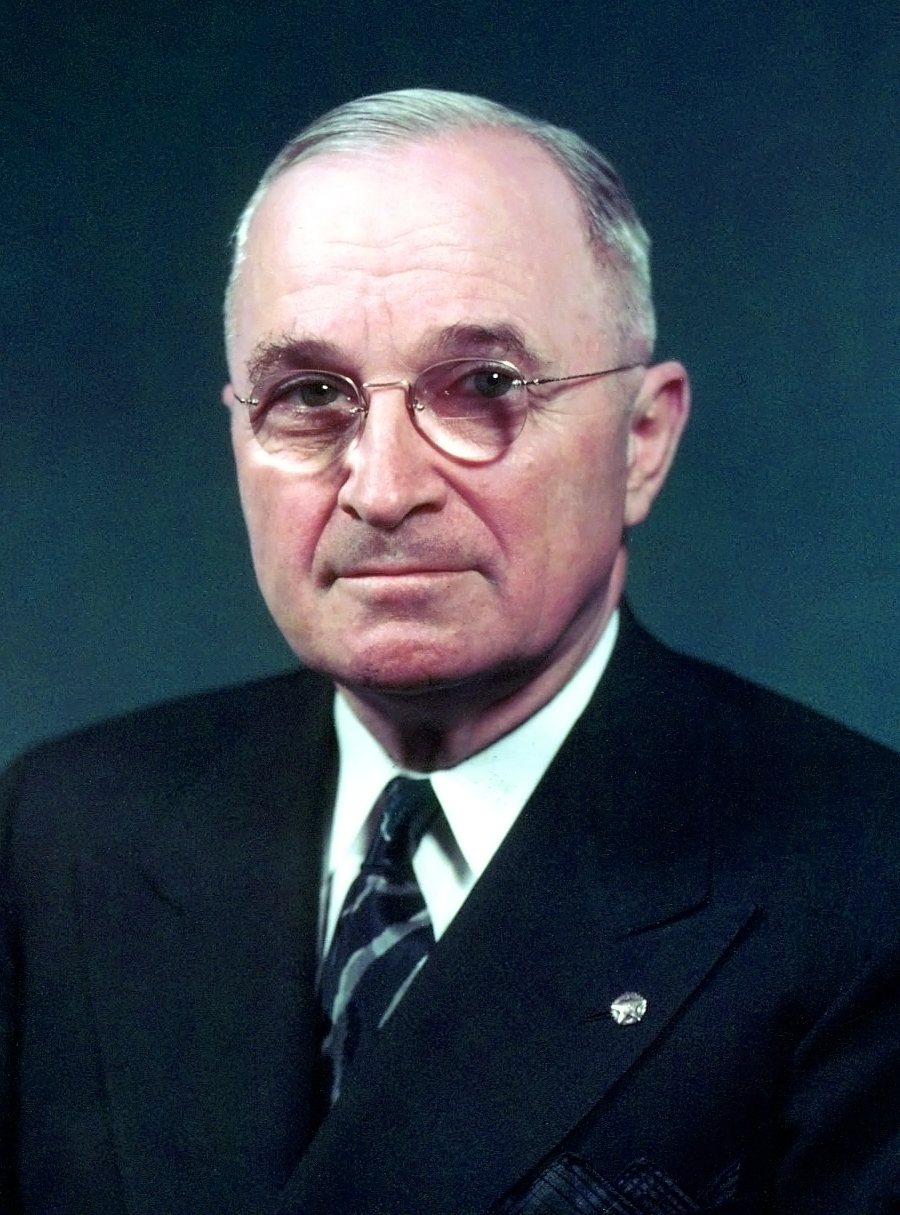
Harry S. Truman.

A. Philip Randolph rappelle au Président Harry Truman :
« I said, 'Mr. President, the Negroes are in the mood not to bear arms for the country unless Jim Crow in the Armed Forces is abolished »/ Je vous le dis, monsieur le Président, les Noirs ne sont pas d'humeur à porter les armes pour le pays sans que les lois Jim Crow soient abolies dans les forces armées.
Les relations entre Harry Truman et A. Philip Randolph sont au départ difficiles. Harry Truman s'interroge quant au patriotisme de son interlocuteur, mais finalement un consensus s'établit entre eux. 
De ce cette entente, s'établit, en décembre 1946, une commission d'enquête conforme aux souhaits de A. Philip Randolph, elle est présidée par le lieutenant général Alvan Cullom Gillem Jr. (en). Au terme de son enquête, la commission recommande une élimination des discriminations fondées sur la race le plus rapidement possible. L'armée restant insensible à cette recommandation, Harry Truman réunit une commission qui aboutit à la rédaction de l'Executive order 9981.

### Le dénouement
La mise en œuvre suscite de nombreuses oppositions, vient autant de politiques, en particulier dans le sud, que de militaires. Si la marine et l'aviation acceptent l'ordre, l'armée de terre freine considérablement la mise en œuvre. Kenneth Claiborne Royall, Secrétaire à l'Armée des États-Unis depuis 1947, est contraint de démissionner en avril 1949 pour son refus d'appliquer le processus de déségrégation au sein l'armée de terre presque un an après l'ordre exécutif. 
Il faut attendre la Guerre de Corée pour voir se développer les unités mixtes dans l'armée de terre. Il s'agit alors de répondre aux pertes et aux difficultés de recrutements. La dernière unité constituée uniquement d'Afro-Américains est supprimée en 1954.
L'administration du President Dwight D. Eisenhower (1953–1961) achève la mise en œuvre de l'Executive order 9981, en particulier dans les écoles militaires, les hôpitaux et les bases de cantonnement militaires.

## Hommage
En 2018, est célébré le 70e anniversaire de l'Executive order 9981, par le Veterans History Project (en).

## Notes et références

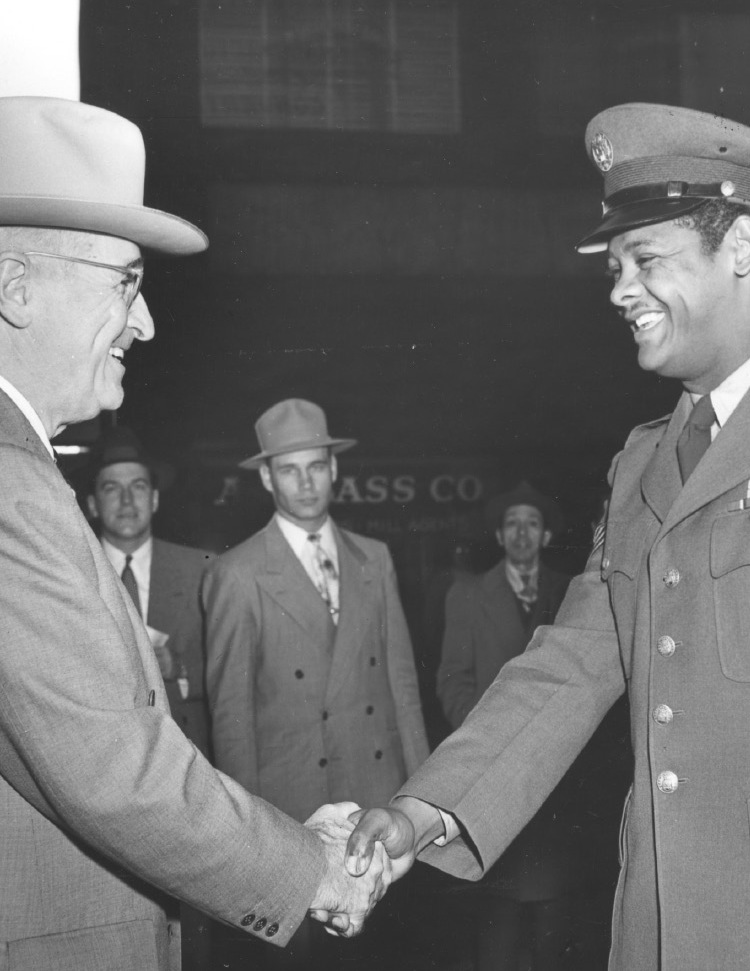
Harry Truman met fin à la ségrégation raciale au sein des armées